# Michel Carré (dramatiker)
Michel-Antoine-Florentin Carré, född 21 oktober 1822 i Besançon, död 27 juni 1872 i Argenteuil nära Paris, var en fransk librettist och dramatiker.
Carré skrev, oftast i samarbete med Jules Barbier, men även med Eugène Cormon, dramer och operalibretton, bland annat Lalla Roukh (1862), Roméo et Juliette (1867), Mignon (1867) och Hamlet (1868).